# Clase Kidd
La clase Kidd, también denominada clase Kee Lung, es un grupo de cuatro destructores construido por Estados Unidos para la marina de guerra de Irán pero finalmente entregados a la US Navy después de que se cancelara su entrega. Las cuatro naves fueron posteriormente transferidas a la marina de la República de China.

## Desarrollo
La clase Kidd es un diseño que combina características del destructor de la clase Spruance y del crucero de la clase Virginia. Los buques fueron construidos entre 1978 y 1982 estando destinados a la marina de guerra de Irán; sin embargo, luego de que se cancelara el contrato, los mismos fueron entregados en la marina estadounidense.
En 2001 la República de China compró las cuatro unidades para su marina. Los mismos cambiaron sus nombres y permanecen en servicio con la 168.º Flota.

## Características
El destructor de la clase Kidd posee 171 m de eslora y 16 m de manga; con un desplazamiento de 9783 t (a plena carga). Es propulsado por cuatro turbinas de gas General Electric LM2500.
Su armamento consiste en misiles superficie-aire RIM-66 Standard y misiles antibuque Harpoon; dos cañones Mk-45 de 127 mm; y torpedos antisubmarinos Mk-46.

## Buques de la clase
| Nombre        | Número  | Constructor    | Asignado | Transferido a                       | Destino     |
| ------------- | ------- | -------------- | -------- | ----------------------------------- | ----------- |
| USS Kidd      | DDG-993 | Litton Ingalls | 1979     | República de China (ROCS Kee Lung)  | En servicio |
| USS Callaghan | DDG-994 | Litton Ingalls | 1979     | República de China (ROCS Su-Ao)     | En servicio |
| USS Scott     | DDG-995 | Litton Ingalls | 1979     | República de China (ROCS Tzuo-Ying) | En servicio |
| USS Chandler  | DDG-996 | Litton Ingalls | 1979     | República de China (ROCS Ma-Kong)   | En servicio |